# Renault Vel Satis
La Renault Vel Satis è una grande berlina di segmento E prodotta dalla casa automobilistica francese Renault dal 2002 al 2009.

## Storia

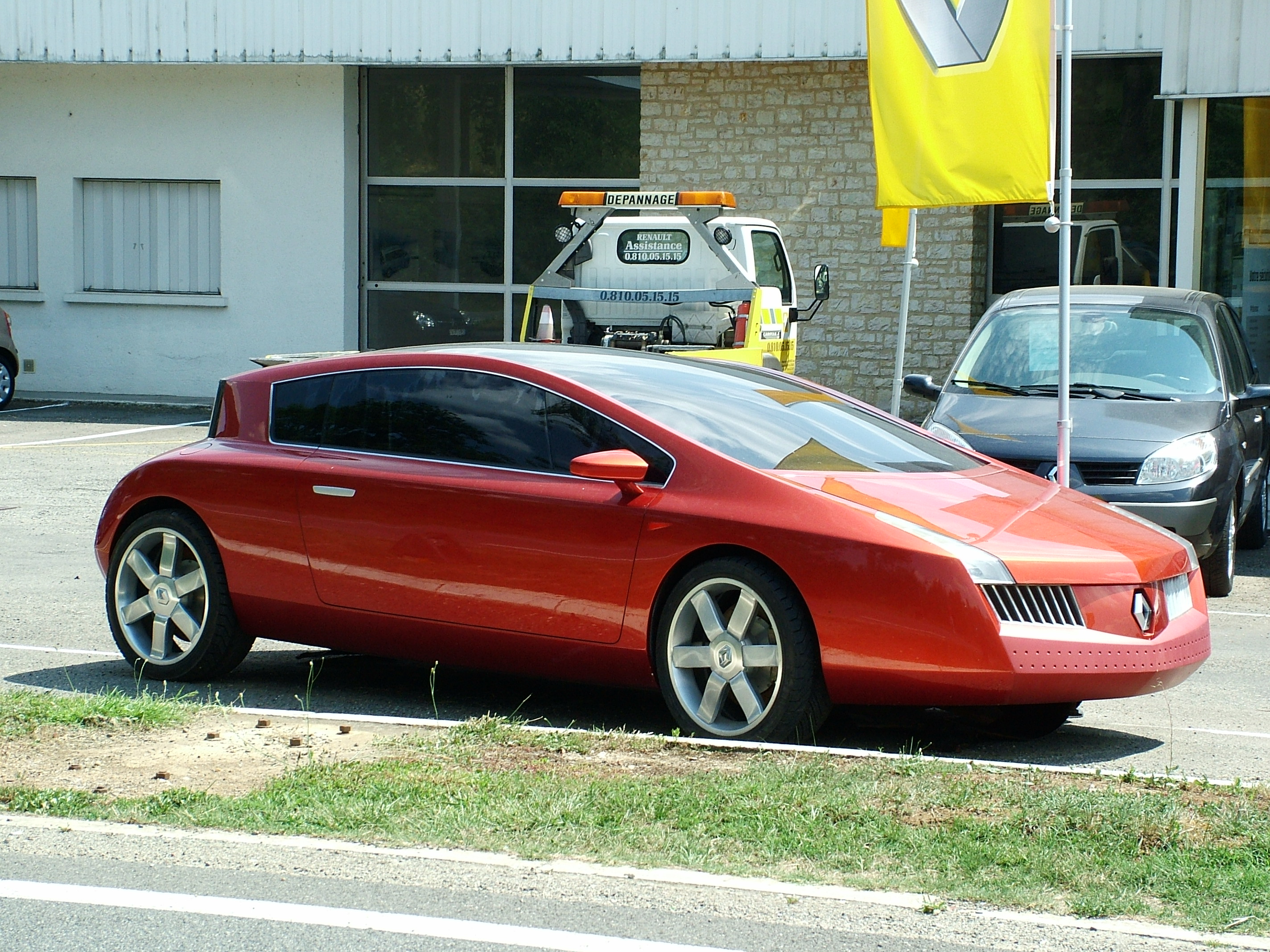
La concept car del 1998

L'idea della Vel Satis nasce nel 1995 per sostituire la Safrane con una nuova ammiraglia derivata da un concept, la Renault Initiale, che presentava diversi elementi di rottura rispetto alle tradizionali grandi berline. Nel 1998 un'altra concept car anticipò altri elementi che sarebbero stati ripresi dalla futura ammiraglia del marchio francese: tra questi vi erano in particolare lo stile del frontale, ma anche il nome, Vel Satis.
La vettura di serie debutta nel 2002. Il nome dell'auto deriva dalle lettere iniziali dello slogan di lancio, « vélocité et satisfaction», ovvero "velocità e soddisfazione". Lo stile è curato dal centro stile Renault guidato da Patrick Le Quément. La sua linea, benché semplificata rispetto a quelle dei concept, è innovativa; pur restando a due volumi e mezzo come la Safrane, presenta soluzioni originali sia nell'impostazione generale del corpo vettura, sia nelle linee e nelle scelte stilistiche.
Condivide parte della sua impostazione stilistica con la Renault Avantime, come l'andamento ed il taglio del padiglione e della coda, sebbene sulla Vel Satis ciò sia meno esasperato. I gruppi ottici anteriori sono anch'essi caratterizzati dal taglio particolare, spigoloso, poligonale e a sviluppo verticale. I gruppi ottici posteriori sono invece ripresi dalla più piccola Renault Laguna II, quadrangolari e a sviluppo orizzontale. Si riscontra una certa incongruenza tra la parte anteriore, impostata a linee tese e spigoli, e la parte posteriore, risolta con andamento curvilineo e raccordi arcuati.

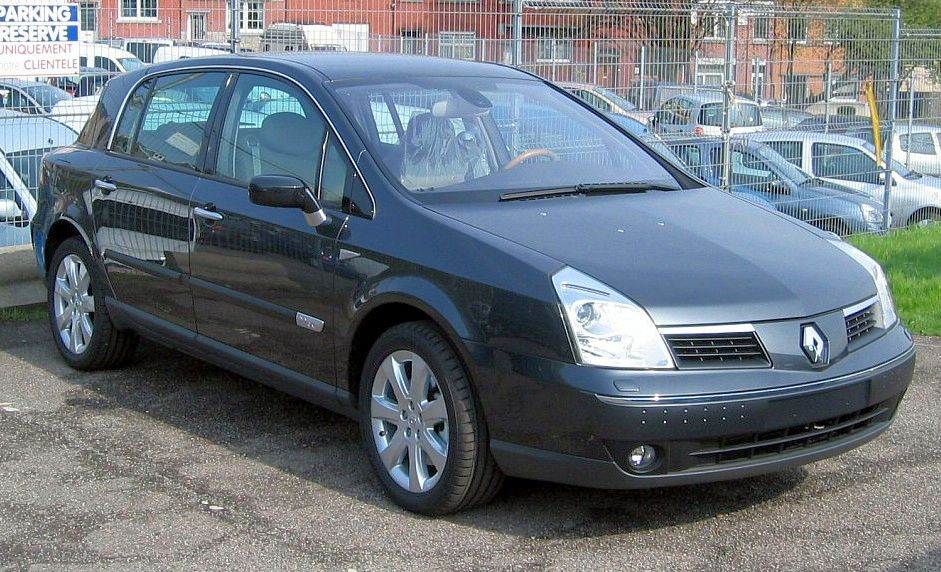
Facelift 2005

Nonostante i buoni motori sotto il cofano, i ricchi contenuti, il comfort di viaggio e il prezzo competitivo, la Vel Satis ottiene uno scarso successo a causa dello stesso problema che ha afflitto tutte le ammiraglie Renault dalla 30 in avanti, ovvero l'estetica. In un segmento di mercato contrassegnato da rigido conformismo, i clienti europei, passata la novità, la snobbano per continuare a preferire le più classiche berline tedesche prodotte da Audi, BMW e Mercedes-Benz; risulta poco venduta persino in Francia, paese nel quale le grandi berline Renault avevano sempre fatto registrare buoni livelli di vendita. 
La Vel Satis viene sottoposta a un leggero facelift nel 2005, quando cambiano alcuni motori e alcuni dettagli.
Il 17 luglio 2008 Renault ha annunciato ufficialmente la fine della commercializzazione della vettura in Italia nonostante la vettura continuasse ad essere prodotta; il 27 agosto 2009 ha annunciato che la produzione della Vel Satis sarebbe stata interrotta entro la fine del 2009, senza alcuna erede prevista nell'immediato.
Il 12 novembre 2009 è stato prodotto l'ultimo esemplare della Vel Satis, sul mercato da otto anni e prodotta in 62.201 unità.
Questo modello ha rappresentato una perdita finanziaria per Renault, poiché l'investimento per il progetto e l'equipaggiamento dello stabilimento di Sandouville era stato di 630 milioni di euro.
La Vel Satis monta propulsori condivisi con altre vetture della Casa, oltre che con alcuni modelli della Nissan.
Al lancio i motori disponibili erano i seguenti:
- 2.0 Turbo (Renault F4RT):  si tratta del 4 cilindri da 1998 cm³ da 163 CV a 5000 giri/min e con una coppia massima di 250 N·m a 2000 giri/min. Tale motore disponeva di 4 valvole per cilindro e spingeva la grossa berlina ad una velocità massima di 210 km/h (solo 195 km/h nella versione dotata di cambio automatico). Nel 2006 tale propulsore è stato leggermente aggiornato e la sua potenza massima è salita a 170 CV, mentre la coppia massima è stata portata a 270 N·m, raggiungibili però a 3250 giri/min.
- 3.5 V6: la seconda motorizzazione a benzina è un 6 cilindri a V di origine Nissan, utilizzato anche sulla versione di punta dell'Espace IV e su alcune Nissan, come la SUV Murano e la sportiva 350Z. Ha una cilindrata di 3498 cm³ e inizialmente sviluppava 241 CV a 6000 giri/min, portati poi a 245. La coppia massima è di 243 N·m a 3600 giri/min, mentre la velocità massima raggiungibile è di 235 km/h.  È dotata di cambio automatico di serie.
- 2.0 dCi: il più piccolo dei motori a gasolio è stato introdotto nel 2006 in due varianti di potenza, 150 e 175 CV. Ha una cilindrata di 1995 cm³ e permette alla Vel Satis di raggiungere rispettivamente i 200 km/h e 210 km/h di velocità massima.
- 2.2 dCi: il secondo dei motori a gasolio disponibili è un 4 cilindri della cilindrata di 2188 cm³. Inizialmente era disponibile in due livelli di potenza, 115 e 150 CV, rispettivamente con 290 e 320 Nm a 1750 giri/min. Successivamente queste due versioni sono state rimpiazzate da un'unica unità da 140 CV e 320 Nm a 1750 giri/min, introdotta in occasione del leggero restyling del 2006. Tale restyling ha fornito anche l'occasione per passare dal cambio manuale a quello automatico di serie. La velocità massima invece è passata da 182 a 193 km/h.
- 3.0 dCi: il più grande dei motori a gasolio è un V6 giapponese di produzione Isuzu, con cilindrata di 2958 cm³ in grado di erogare 177 CV a 4400 giri/min, passati nel 2006 a 181 CV, ottenuti a 4000 giri/min. La coppia massima è passata invece da 350 a 400 N·m al regime invariato di 1800 giri/min. La velocità massima è di 210 km/h. Il cambio è automatico di serie, anch'esso giapponese di produzione Aisin: a cinque rapporti fino al 2006, a sei rapporti per gli esemplari più recenti.